# 神郡
神郡（しんぐん/かみのこおり）は、日本の律令制下において一郡全体が特定の神社の所領・神域として定められた郡。社領（神領）の一種で、郡からの収入はその神社の修理・祭祀費用に充てられた。

## 概要
神郡の文献上での初見は、持統天皇6年（692年）になる。ただし『神宮雑例集』や『常陸国風土記』では大化5年（649年）での多気郡・度会郡・香島郡（鹿島郡）の建郡の記述があり、大化から天武天皇期（645年-686年）頃にかけて順次設置されたと推測される。
『令集解』によると、養老7年（723年）11月16日時点で神郡として次の8郡が見え、「八神郡」と総称されている。これらは延長5年（927年）成立の『延喜式』にも記載される。
| 国郡   | 国郡              | 所管神社             | 所管神社           | 所管神社             | 所管神社                       | 地図                                             |
| 国郡   | 国郡              | 延喜式神名帳         | 現社名             | 所在地               | 郡領・ 奉斎氏族                | 地図                                             |
| ------ | ----------------- | -------------------- | ------------------ | -------------------- | ------------------------------ | ------------------------------------------------ |
| 伊勢国 | 度会郡 （渡相郡） | 大神宮               | 神宮（伊勢神宮）   | 三重県伊勢市         | 度会氏 （磯部氏/新家氏）       | 度会郡多気郡安房郡意宇郡鹿島郡香取郡名草郡宗像郡 |
| 伊勢国 | 多気郡 （竹郡）   | 大神宮               | 神宮（伊勢神宮）   | 三重県伊勢市         | 度会氏 （磯部氏/新家氏）       | 度会郡多気郡安房郡意宇郡鹿島郡香取郡名草郡宗像郡 |
| 安房国 | 安房郡            | 安房坐神社           | 安房神社           | 千葉県館山市         | 大伴直（膳大伴部） （忌部氏?） | 度会郡多気郡安房郡意宇郡鹿島郡香取郡名草郡宗像郡 |
| 下総国 | 香取郡            | 香取神宮             | 香取神宮           | 千葉県香取市         | 香取連 → 大中臣氏              | 度会郡多気郡安房郡意宇郡鹿島郡香取郡名草郡宗像郡 |
| 常陸国 | 鹿島郡            | 鹿島神宮             | 鹿島神宮           | 茨城県鹿嶋市         | 中臣氏 （中臣鹿島氏）          | 度会郡多気郡安房郡意宇郡鹿島郡香取郡名草郡宗像郡 |
| 出雲国 | 意宇郡            | 熊野坐神社・杵築大社 | 熊野大社・出雲大社 | 島根県松江市・出雲市 | 出雲臣                         | 度会郡多気郡安房郡意宇郡鹿島郡香取郡名草郡宗像郡 |
| 紀伊国 | 名草郡            | 日前神社・国懸神社   | 日前神宮・國懸神宮 | 和歌山県和歌山市     | 紀直                           | 度会郡多気郡安房郡意宇郡鹿島郡香取郡名草郡宗像郡 |
| 筑前国 | 宗像郡 （宗形郡） | 宗像神社             | 宗像大社           | 福岡県宗像市         | 宗形君（胸形君） → 宗像朝臣    | 度会郡多気郡安房郡意宇郡鹿島郡香取郡名草郡宗像郡 |

以上のうち伊勢の神郡としては、寛平年間（889年-898年）に飯野郡、さらに文治年間（1185年-1190年）までに員弁郡・三重郡・安濃郡・飯高郡・朝明郡を加えて計8郡（神八郡）が定められている（詳細は後述）。また出雲の神郡としては、杵築大社（出雲大社）の鎮座する出雲郡でなく熊野坐神社（熊野大社）の鎮座する意宇郡が指定された点が特徴として指摘される。
これらの神郡では、上記のように各神社の奉斎氏族が神宮司とともに郡領も担っていた。文武天皇2年（697年）から養老7年11月（723年）にかけては、他郡と異なり郡司以下の職に郡司氏族からの連任も許されている。これら郡司氏族は、それぞれの地域における伝統的な氏族（在地豪族）になる。

## 伊勢神郡
本節では、伊勢神郡すなわち伊勢神宮の神郡について解説する。
伊勢国には13郡が存在したが、そのうち次の8郡が伊勢神宮領の神郡と定められて「神八郡」と称された。
- 度会郡 - 神三郡（道後三郡）
- 多気郡 - 神三郡（道後三郡）
- 飯野郡 - 神三郡（道後三郡）
- 飯高郡
- 安濃郡
- 三重郡 - 道前三郡
- 朝明郡 - 道前三郡
- 員弁郡 - 道前三郡

神郡成立時には、前述の通り度会郡・多気郡の2郡が神郡に定められている。弘仁八年（817年）には改めて度会郡・多気郡が神宮に寄進されて国衙の影響を排し、さらに寛平年間（889年-898年）に飯野郡、天慶3年（940年）に員弁郡、応和2年（962年）に三重郡、天延元年（972年）頃に安濃郡、寛仁元年（1017年）に朝明郡、文治元年（1185年）に飯高郡が順次寄進された。このうち神宮の支配の強い度会郡・多気郡・飯野郡の3郡は「神三郡」または「道後三郡」と称され、北伊勢の員弁郡・三重郡・朝明郡の3郡は「道前三郡」と称された。
中世に入ってからはこれらの神郡に対する神宮の支配力が低下し、南北朝時代から室町時代頃には実質的支配は神三郡に限定されるようになり、さらにこれらの3郡でも伊勢北畠氏の台頭とともに神宮の支配は形骸化していった。